# Jorge Humberto Botero
Jorge Humberto Botero Angulo (Medellín, 1944) es un abogado y político colombiano. 

## Biografía
Es graduado en Derecho de la Universidad de Antioquia y en ciencias políticas de la Universidad de West Virginia en Estados Unidos.
Se desempeñó como presidente del Banco Cafetero,  Asociación de Fondos de Pensiones y Cesantías (Asofondos) y la Asociación Bancaria de Colombia (Asobancaria). Fue director jurídico de la Asociación Nacional de Industriales y sirvió como secretario jurídico de la Presidencia de Colombia durante el gobierno del presidente Virgilio Barco Vargas. Ha sido miembro directivo del diario El Espectador, Banco Colmena, Banco Cafetero Internacional, Empresa de Telecomunicaciones de Bogotá, Empresa de Energía de Bogotá, el Instituto de Fomento Industrial, Bancolombia, Bancóldex, Isagen y las Empresas Públicas de Medellín (EPM).
Botero Angulo fue en 2002 jefe de campaña de Álvaro Uribe para las elecciones presidenciales de Colombia de 2002. Fue ministro de Comercio, Industria y Turismo de 2003 hasta enero de 2007, durante el gobierno del presidente de Colombia, Álvaro Uribe. Como ministro fue el principal negociador del TLC entre Colombia y Estados Unidos.
Tras su salida del ministerio, Botero fue nombrado representante de Colombia ante el Banco Mundial, como director ejecutivo alterno. Entre 2012 y 2019 fue Presidente Ejecutivo de la Federación de Aseguradoras Colombianas (Fasecolda).
Ha sido columnista de Portafolio, Dinero, Semana, El Colombiano, La República, El Heraldo, La Patria y La Silla Vacía.